# 漫画評論
漫画評論（まんがひょうろん）は、漫画を対象とする評論である。他に漫画批評、漫画研究、漫画学、漫画表現論とも呼ばれる。

## 日本

### 歴史
日本では漫画家自身が作品について言及することはあったが、漫画が流行し始めた大正時代中頃に漫画評論がなされるようになったとみられ、1920年（大正9年）に雑誌『日本一』で「漫畫化號」と題して特集が組まれ北澤楽天、岡本一平のような漫画家や美術評論家の河野桐谷、英文学者の厨川白村ら10人あまりが評論を執筆、昭和に入ると1928年（昭和3年）に雑誌『美術新論』の特集「漫畫號」で漫画家の岡本一平、下川凹天、細木原青起、評論家の内田魯庵や仲田定之助が評論を行い、先の「漫畫化號」と同じく西洋との比較で歴史的に鳥獣戯画や大津絵との関係が重点だった。漫画文化への関心は表現より歴史に向けられ、細木原青起は日本初の本格的な漫画史『日本漫画史』（1924年、雄山閣）で漫画の源流を鳥獣戯画の他に狩野派、狂画、北斎漫画、そして明治、大正の戯画と辿り、昭和では仲田勝之助の『浮世絵襍記』（1943年、二見書房）における「日本漫画略史」などや戦後の漫画史本に受け継がれた。昭和初期には『のらくろ』の登場や中村マンガライブラリーの刊行など、子供向け漫画が増えたことで教育面や心理的な議論がなされるようになった。戦時中になると漫画は子供の心を損なうとして出版統制が敷かれ、戦後には風刺画を対象とした宮尾しげをの『日本の戯画』（1967年、第一法規）がまとまった著作だが、複数のジャンルに行き届かせたものとして須山計一の『漫画100年』（1956年、鱒書房）や『漫画博物誌・日本編』（1972年、番町書房）など一連の著書が群を抜き、清水勲の『[日本]漫画の事典』（1985年、三省堂）、『漫画の歴史』（1991年、岩波書店）などが続いた。須山計一は漫画史研究の第一人者で、須山は元々風刺画などを描いていた漫画家だったが逮捕、起訴、収監され、保釈後は漫画の描き方の指導や漫画史研究が主となり、『現代世界漫画集』（1931年、日本漫画研究会）の出版を機に漫画評論の新進気鋭として注目された。彼の『漫画博物誌・世界編』（1972年、番町書房）は当時、一番詳しい世界漫画通史で日本と世界の漫画史に通ずる者は他におらず、総論的であったが須山の著作に啓発された者は多かった。戦後はストーリー性のある漫画が論じられることが多く、竹内オサムはそれだけストーリー漫画がメディアを覆っていった証でもあるだろうとしている。
1950年代から1960年代には教育、心理、言語といった学問における雑誌で特集され、それ以外では作田啓一、多田道太郎、津金澤聰廣の『マンガの主人公』（1965年、至誠堂）が社会学的な関心で今までの漫画を世間に広く知らしめたが、本格的な漫画評論は少部数発行された同人誌で有志が行い、石子順造や権藤晋、梶井純らの『漫画主義』（1967年創刊）、米澤嘉博や亜庭じゅんら漫画批評集団迷宮の『漫画新批評大系』などを始めとして、坂育夫の『えすとりあ』（1981年創刊）、清水勲の『風刺画研究』（1992年創刊）などが続き、情報誌でも多くの冊子が発行され評論の底辺を広げた。研究で先行した漫画史では漫画家によって論じられることが多く次に教育者や社会学者、そして心理学者や哲学者、映画評論家など既に他の分野で知られていた人物によるものが増えて規制の科学による検討例なのが漫画であり、そのため知的解釈の装いを多分に内在させがちだった。漫画評論や研究は学問の外の人たちや鶴見俊輔や津金澤聰廣のような学者、菅忠道や滑川道夫ら教育者によって細々と地道に続けられた。60年代に漫画の青年化によって貸本劇画からガロへの流れに焦点を当てて藤川治水、尾崎秀樹、鶴見俊輔、佐藤忠男、石子順造ら文芸、思想、映画、美術といった専門分野がある人たちが共通して白土三平ら思春期以降の読者を支持者とする若者文化と位置付ける傾向があり、漫画評論が教育的影響論から脱し、白土の存在は漫画評論の成立の大きな影響を与えた。60年代以降から作品論や作品を総体として捉えた漫画家論が書かれるようになり、戦後の漫画家がよく取り上げられ一番多いのは手塚治虫だった。
多数の分野の者によって評論された反動からか1980年前後には戦後の漫画に親しんできた若者世代がそれを元にして戦後のストーリー漫画の歴史などを執筆し出し、活動に熱心で研究色が強かった1人が米澤嘉博だった。60年代に子供を対象としていたのが大衆文化として理想化された大衆を対象した漫画評論へと変化したが、1980年前後になると先の世代とのすれ違いでどこか自分の生きている漫画とは違う違和感から読者を主体として発言し始め、私的なエッセイの文体で語られ、コミックマーケット主宰の米澤や団塊の世代から流行の作家が輩出されたのと同じくして中島梓や編集者の亀和田武や村上知彦、漫画家の飯田耕一郎ように読者、作者が主体となり、後の漫画批評を形作った。ただ語ることが好きなのではないかと疑われた大衆文化的に捉えた者たちは新世代の手法にほとんど問答無用で駆逐されたが、お互いは対立しているようで明確にはなっておらず、流行のように趨勢が決まり、社会の中で論じることから漫画を自分として内在的に語るように変化した。一方でその変化の過程の不透明さが後にも説明されずつまずきになったり、旧世代の漫画評論が顧みられなくなった。また、旧世代への反発は理性的ではなく父親に反発するようなコンプレックス関係から来ていたと夏目房之介が指摘している。1970年代に漫画を表現レベルで解析しようとする後の「漫画表現論」が流行、映画、絵本、教育でも記号学、記号論、映画理論を使った手法がとられ同じく漫画でも模索された。1990年代になるとそれが精緻さが増し、メディアに注目されたのは手塚治虫没後に漫画展が各地で開催されたり漫画家の記念館の開設といった漫画文化が見直されたことと直接関係した。同年代に東京サザエさん学会の『磯野家の謎』（1992年、飛鳥新社）をきっかけに批評的な意味合いもあった謎本ブームが到来した。
貸本漫画や赤本漫画は大手出版社の漫画よりも裏文化的な側面が強く、保存や再評価が進まなかったが松本零士、日高敏の『漫画歴史大博物館』（1980年、ブロンズ社）が不明な作品をビジュアルで掲載したことで大きな役割を果たし、中野書店や講談社、小学館からの復刻で多くの作品が読めるようになり、出版や社の状況についての書籍や研究報告がなされるようになった。少女漫画も遅れたジャンルだが藤本由香里の『私の居場所はどこにあるの?』（1998年、学陽書房）の出版やヤマダトモコの活動があり、学会誌では『リボンの騎士』などをジェンダー視点で読む事も目立つようになった。
同人漫画を総合的に研究した専門書、論文は乏しく、ファンによる創作物のコンテンツが大まかにしか触れられない。これは欧米でも同じくファン・フィクション作品の分析が比較的少ない。合法的に翻訳出版が難しく、インターネット上にあるスキャンレーションされた作品は断片的で、日本国内での流通に基本限られ、他国に持ち出せても著作権侵害や猥褻物だとして問題になるため、他国の出身者は日本語を解さないと研究することはほぼ不可能である。
1990年代後半になると学術やその周辺でも批評研究が広がり宮本大人、瓜生吉則、吉村和真など大学博士課程で漫画専門とする者たちが出現、夏目房之介や米澤の世代で職業として確立してきたが経済的に完全に自立とまではいかず夏目はエッセイなど他の分野でも執筆したり米澤はコミックマーケット世話人であり、他国からすればずっと自立性があるかもしれないがほとんどが趣味や何かの傍ら行われてきた分野で、夏目は若者に勧められるほどではないとしている。

### 漫画評論における引用
漫画評論をするにあたって作品からのコマやページの引用は本来、著作権法の範囲内で権利者に許可なく可能だが、日本の漫画業界では権利者に引用の許可を得る習慣が存在、使用料の要求や著者でなく出版社が許諾権を主張したり、漫画によって潤ってきた出版社が評論の内容によっては引用させないこともあり、1995年に毎日新聞で夏目房之介はどう考えてもおかしく、漫画という商品を近視的に考え過ぎで表現としての面を考えないとよりよい市場展開も考えられないと批判、2000年代に入ると夏目は業界に引用の概念が理解されたのはようやくここ数年の話で、彼はある大手出版社の依頼で日本人なら誰でも知っているある有名キャラクターが実は古代から美術史に見え隠れして現代美術にも影響を与え有名な彫刻作品のパロディを描きながら進む筋書きを考え、編集者はそのキャラの多方面展開をメインとして現代美術と関係付けたかったので喜んでいたが、権利者からの苦情で商品など当たり障りのないもの以外は全て不可となり、権利者の主観で悪い扱いを受ける可能性があるなら認められなかったとみられ、この話は流れた。
編集者は抵抗するも駄目だったが、夏目は作家本人は既に故人で遺族がそういったことを言い出すとの噂は知っており、遺族が故人の評価を気にするのは分かり今までしてこなかった権利関係の業務をやるとなると分からないのは当たり前で、作家本人よりも防衛的になることは考えられるが、それによって遺族が権利契約問題を恣意的に動かすことになると指摘、また同じキャラを引用して書籍に載せると権利を持つプロダクションはより強硬に反対、著作権法の引用範囲について話してもプロダクションの担当者は恐らく条文すら理解せずに取り合ってくれなかった。夏目は感情論で形態に関わらず言説を排除すると冷静な分析や評価する動きの妨げで長く見るとこういった歪みで個人の作家と作品への正当な評価を妨げ、作家の権利関係に携わる者たちの態度によって評価が不当に落ちるのは漫画好きとして悲しいと批判、また遺族と権利関係を巡って似たような話は他にもあるが一番の調整役になれる出版社の編集者に見識とやる気がある人が少ない問題点も挙げた。
夏目はかつては許諾を得ていたが、後に編集部の協力で許諾なしに引用扱いにしてもらったり、弁護士に意見を仰ぐことや、いしかわじゅんのように著書で漫画の絵を引用するときには許諾申請ではなく漫画家に絵と使い方を示したお知らせを送っている。

### 受容
漫画家の山本おさむは1998年に著書で漫画に批評がほとんどなく、その理由として論ずる者や発表の場が少なくニーズもあまりないことを挙げたが、実際には批評に値する作品が少なく消耗品としてしか見られていないかもしれず、個々の作品が十把一絡げにされたり紹介や短評の形をとられ、ごく稀に作品論や作家論ついて著されて読むことはあるが、漫画家本人の考えとは違うはずだと疑問に思い、批評家は漫画の具体的な技法や創作過程を知らな過ぎると手厳しく捉えている。

## 世界
英語圏では1990年代からコミックス・スタディーズと呼ばれる学際的な学術分野が発展しており、2020年代には大学の課程にも取り入れられるようになっている。コミックス・スタディーズは西欧の伝統的な学術観に基づくもので、日本のマンガ研究の主体が在野の収集家や評論家によって担われてきたのとは性格を異にする。2009年時点で日本でも「国際」と名のつく英語の学術会議が開催されているが、発表者はアメリカの大学と縁のある者が多く、日本国内で活動する人物が報告者には含まれないこともある。ジャクリーヌ・ベルントは、そのような状況が、日本マンガ学会を中心とする日本のマンガ研究が文化横断や学術の面で未発達であるためかもしれないと述べている。
国際的な観点からの漫画研究は、日本やアメリカでは他国の作品の翻訳が多くない点が壁になっている。研究書や評論本が翻訳されても言葉の意味合いが国によって違うため用語的、概念的な問題と遭遇するとの指摘や、日本の漫画について日本人が書いた著作の翻訳が乏しい。
フランスではバンド・デシネ（BD）が子供向けであったためまともに批評されず、1960年代までは教育者が宗教、アメリカ大衆文化や活字離れを警戒してBD雑誌を悪書扱いすることがほとんだった。1970年にアントワーヌ・ルーの『La bande dessinée peut être éducative』（バンド・デシネは教育にいいかもしれない）はBDが識字に役立つと主張したことで教育者の考えにも肯定的な変化がみられるようになったが、読者を選ばない読みやすが幼稚、芸術的凡庸さと結び付けられた原因になっていた。60年代からコミックスの文化的正当性を主張する知識人、文化人の動きがあり、1971年にソルボンヌ大学でフランシス・ラカサンによるコミックス理論の講座が開設されたが後に廃止、アニメーション映画講座にとってかわられた。2010年時点で同国では、大学では漫画創作が教えられておらず、漫画についての著作をする人たちは学術の外で働き、研究し、大学で職にある者はいないのは、漫画の美術館が日本と違って僅かであるなど文化的な受け入れにも違いがある。フランスではコミックス創作を教えているのは大学ではない美術系学校で大学では人文系教育のコミックス理論を扱い、日本では大学収入の授業料依存が大きく学生の興味を惹くために漫画にも注目しているがフランスは私立大学が少なく国立大学でも年数万円程度の学費だという違いがある。また、アングロ・サクソン系の国で広がったカルチュラル・スタディーズはフランスで成立しておらず、それによる漫画の言説とフランスのものとの間には知の伝統とアカデミックの最先端が異なる。正統文化として捉えられなかったことからコミックス業界人、特に作家には学問の対象にされることに警戒や違和感もあり、その人たちから文化に取り込まれることで自由度が減り、今までの読者を失うとも言われたが、ティエリ・グルステンはこの姿勢はポーズであり、一番の当事者が劣等感から完全解放されていないことが文化的認知までされない理由ではないかと結論付けたくなるとしている。